# Abbey Weitzeil
Abbey Weitzeil (n. 3 decembrie 1996, Valencia⁠(d), California, SUA) este o înotătoare americană, medaliată olimpică. A participat la 2 ediții ale Jocurilor Olimpice (2016, 2020) în care a câștigat o medalie de argint.